# 쿠초버

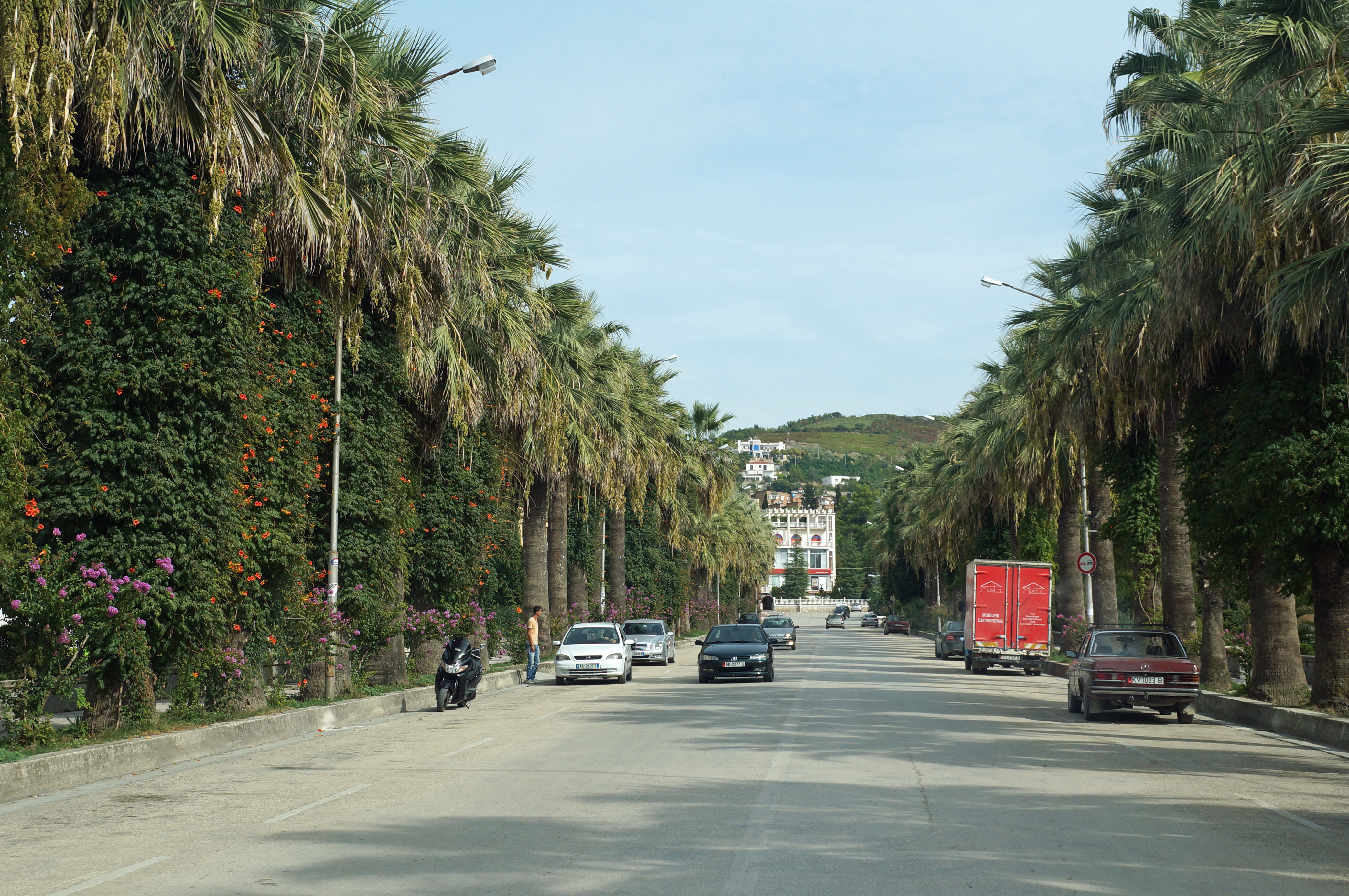
쿠초버 시가지

쿠초버(알바니아어: Kuçovë)는 알바니아 중하부에 위치한 도시이자 지방 자치체로 면적은 160.23km2, 높이는 50m, 인구는 31,262명(2011년 기준), 인구 밀도는 200명/km2이다.
2015년에 실시된 지방 자치체 개편에 따라 코자레(Kozare), 쿠초버(Kuçovë), 루마스(Lumas), 페론디(Perondi)가 하나의 지방 자치체로 합쳐졌다. 쿠초버는 이들 지방 자치체 중에서 행정 중심지 역할을 담당한다. 알바니아의 석유 산업의 중심 도시이자 알바니아 공군 기지가 설치된 도시 가운데 한 곳이기도 하다.

## 역사
고고학자들의 연구에 따르면 신석기 시대, 동기 시대, 청동기 시대, 철기 시대, 일리리아인 시대, 고대 후기 시대에 걸쳐 현재의 쿠초버 인근에 카툰다스(Katundas) 마을이 위치했던 것으로 추정된다.
1920년대 초반부터 이탈리아의 영향을 받으면서 산업화가 진행되었으며 1928년에는 알바니아 최초의 석유 시추 작업이 진행되었다. 특히 이탈리아의 석유 회사인 AIPA가 알바니아 정부와 계약을 체결하면서 연간 50,000톤에 달하는 석유 생산량을 기록했다.
사회주의 체제 시대에는 이오시프 스탈린에서 이름을 딴 취테티스탈린(Qyteti Stalin)이라는 이름으로 바뀌었고 군사 시설이 들어서면서 폐쇄 도시가 되었다. 1950년대부터 사회주의 체제 양식의 건축물이 들어서면서 크게 발전했다.